# Pietro di Moncada
Pietro di Moncada e Pinós (in catalano Pere de Montcada i de Pinós; ... – 1336) è stato un nobile e vescovo cattolico italiano di origine catalana del XIV secolo.

## Biografia
Esponente di una dinastia di antico nobile lignaggio, nacque presumibilmente nella seconda metà del XIII secolo da Pietro († 1300), II barone di Aitona e siniscalco di Barcellona, e da Elisenda di Pinós e Canet dei signori di Pinós. Fu fratello di Elisenda di Moncada, moglie del re Giacomo II di Aragona, e di Guglielmo Raimondo di Moncada, capostipite dei Moncada di Sicilia.
Intraprese la carriera ecclesiastica, ed iniziò come arcidiacono della Chiesa di Urgel, della quale il domenicano Guglielmo Moncada, probabilmente un fratello del padre Pietro, era stato vescovo dal 1295 al 1308. Giunto in Sicilia dopo l'incoronazione a re dell'isola di Federico III d'Aragona, nel 1313 fu eletto vescovo di Siracusa. Sulla sua elezione a vescovo della città aretusea, era insorta una controversia, poiché una parte dei canonici locali preferiva un altro religioso, ma fu ben presto sedata dall'Arcivescovo di Monreale, e papa Clemente V ne ratificò l'elezione.
Fu a capo della diocesi siracusana fino al 1336, anno della sua morte, e durante il suo lungo episcopato fu impegnato assiduamente nell'opera di amministrazione della medesima. Tra le sue azioni più importanti vi furono: la riparazione del tetto della Cattedrale di Siracusa e l'installazione delle vetrate, queste rese possibili ad un cospicuo stanziamento ricevuto dal pontefice Giovanni XXII (1317); la fortificazione e la difesa di Siracusa contro gli attacchi angioini (1320); l'avvio del processo di canonizzazione del nobile siracusano Federico Campisano (1335).